# Samson Mbingui
Samson Mbingui (Moanda, 9 febbraio 1992) è un calciatore gabonese, centrocampista del Mangasport e della nazionale gabonese.

## Carriera

### Club
Dopo aver esordito nella massima serie gabonese, nel 2013 passa al Club Africain, squadra della massima serie tunisina. Nella stagione 2014-2015 gioca con l'MC Alger, squadra della massima serie algerina. Nel gennaio 2015 si trasferisce all'MC El Eulma, sempre in Algeria. In seguito gioca in Marocco al Raja Casablanca e, dal gennaio del 2018, al Tours, formazione della seconda divisione francese. Nel 2020 si trasferisce in Bahrein all'Al-Bisitin, club della prima divisione locale.

### Nazionale
Ha giocato una partita nel Campionato africano di calcio Under-23 2011 ed ha fatto parte della lista dei convocati per i Giochi Olimpici di Londra 2012. Partecipa alla Coppa d'Africa Under-20 del 2013, nella quale gioca 2 partite segnando anche un gol. Nel 2015 e 2017 partecipa alla Coppa d'Africa con la nazionale maggiore.

## Palmarès

### Club

#### Competizioni nazionali
- Supercoppa d'Algeria: 1

MC Alger: 2014
- Coppa del Marocco: 1

Raja Casablanca: 2016-2017